# Dominga C. Lanza
Dominga C. Lanza fue una profesora de enseñanza de química, que obtuvo su título en 1909, y después se graduó como doctora en Química y Farmacia en 1912, en ambos en la Universidad Nacional de La Plata. Es reconocida por ser la primera mujer en alcanzar el grado máximo en la formación académica en esta disciplina en la Ciudad de La Plata.

## Reseña biográfica
Dominga Lanza obtuvo su título de Profesora de Enseñanza Secundaria y Superior el 19 de abril de 1909, en el que fue el primer Acto de Colación de Egresados de la Universidad Nacional de La Plata. En este, también participaron otros nueve estudiantes, entre ella otras pioneras de la institución, como Carolina Spegazzini y Juana Cortelezzi.
En el año 1912, Lanza obtuvo el Doctorado de Química y Farmacia de la Universidad Nacional de La Plata, carrera de 5 años de duración, que se había creado en 1907, organizada y dirigida por Enrique Herrero Ducloux, el primer químico diplomado en Argentina. Dominga Lanza fue la primera graduada mujer de dicho posgrado, siendo María Luisa Cobanera la segunda.
Su tesis doctoral fue dirigida por el químico Pedro T. Vignau, quien luego sería presidente provisorio de la Universidad Nacional de La Plata en 1932. El trabajo de la tesis llevó el título "Contribución al estudio de la Volumetría Físico-Química", y estuvo abocada al estudio de un método presentado en Francia anteriormente, que proponía revolucionar los procedimientos volumétricos.
Lanza contrajo matrimonio en 1915 con un compañero de estudios, Nazario Álvarez. A causa de los mandatos sociales imperantes en la época, el matrimonio solía ser la causa de abandono de la carrera científica de las primeras graduadas en ciencia. La escasa información que ha perdurado sobre Lanza ha servido sin embargo para reflejar los desafíos que se presentaban a las mujeres para acceder a la educación superior y llevar adelante la investigación científica.

## Distinciones
La tesis de Lanza recibió una reseña elogiosa, publicada en los Archivos de Pedagogía y Ciencias Afines de la UNLP en 1913: 
Si hay una Facultad donde las tesis no responden á un formulismo, es precisamente en la de Ciencias Naturales de la Universidad de La Plata. Esa como otras, son estudios científicos á base de largas y pacientes investigaciones con el propósito de contribuir al progreso de la ciencia; los problemas son nuevos y los datos, de la experiencia del alumno realizada en laboratorios bien montados. Esta tesis prestigia á la A.” (autora) y á los métodos de la Facultad.
En 2024, en el marco del Día Internacional de la Mujer y la Niña en la Ciencia y la Tecnología, la Universidad Nacional de La Plata recuperó su historia en el portal de UNLPInvestiga como invitación a reflexionar sobre la evolución de la situación de las mujeres en los inicios de su incorporación a la academia.